# Касьянов, Тадеуш Рафаилович
Таде́уш Рафаи́лович Касья́нов (род. 14 ноября 1938, Москва) — советский и российский спортсмен, актёр, каскадёр и постановщик трюков, президент Всероссийской федерации рукопашного боя и традиционного каратэ, заслуженный тренер России. Обладатель 10-го дана по каратэ.

## Биография
С 1955 года занимался боксом в секции московского добровольного спортивного общества «Крылья Советов», проходил подготовку под руководством тренеров Б. И. Тишина и В. А. Лукьянова.
Окончил Институт физической культуры.
Считается создателем первой в СССР группы, занимающейся каратэ. В 1960-е годы познакомился с А. Б. Штурминым, в 1969 году — с А. А. Харлампиевым.
В 1979 году Штурмин стал руководителем Центральной школы каратэ на базе Дворца спорта тяжёлой атлетики «Труд», куда в качестве старшего тренера был приглашён Тадеуш Касьянов.
Является изобретателем метательного оружия[прояснить] (патент № 32027) и метательного ножа (патент № 32026).

### Кино
Дебют в кино состоялся в фильме 1977 года «В зоне особого внимания».
Широкую известность Тадеуш Касьянов получил после выхода фильма «Пираты XX века». В нём впервые в СССР было показано искусство боя каратэ; Тадеуш Касьянов выступил в роли постановщика трюков, а также сыграл боцмана советского грузового судна.
В 1979 году Касьянов принял участие в съёмках фильма «Взлёт»; в 1983 году снимался в фильме «Набат» в роли командира группы захвата. В 1987 снялся в фильме «Акция» в роли офицера СС.

### Спорт
С 1989 года Тадеуш Касьянов — президент Всесоюзной (позже — Всероссийской) федерации рукопашного боя и традиционного каратэ.
В 1992 году Касьянов фигурировал в криминальной хронике в качестве обвиняемого в захвате заложника (позже был оправдан за отсутствием состава преступления).
В том же 1992 году было присвоено звание заслуженного тренера России.
Мастер спорта по боксу. Обладатель десятого дана по традиционному каратэ.
Подготовил более 40 мастеров спорта, среди них чемпион СССР (1991) М. Туркманов; чемпион СССР (1991), трёхкратный победитель Международного турнира памяти А. Невского С. Н. Соловьёв; чемпион СССР (1991), двукратный победитель Международного турнира памяти А. Невского Г. А. Горячев; чемпион СССР (1991), пятикратный чемпион России, четырёхкратный победитель Международного турнира памяти А. Невского Я. Б. Мурадов; пятикратный чемпион России А. Е. Алексеев; четырёхкратный чемпион России Р. Р. Амиров.

### Семья
Дочь — Касьянова Софья Тадеушевна (род. 12.01.1966) — заслуженный тренер России, президент Всероссийской федерации СЭНЭ, старший тренер сборной команды Москвы.

## Награды
- 1997 — В память 850-летия Москвы
- 1998 — Почётный знак «За заслуги в развитии физической культуры и спорта» от Госкомспорта
- «Серебряный крест» общества «Август-91»
- «За активную работу в Ассоциации ветеранов боевых действий МВД»
- 2001 — Почётная грамота «За заслуги перед Городским сообществом в области физической культуры и спорта» от Мосгордумы
- 2002 — Медаль «За ратную доблесть»

## Фильмография
| Год  | Фильм                   | Роль                    | Примечания                                                                          |
| ---- | ----------------------- | ----------------------- | ----------------------------------------------------------------------------------- |
| 1977 | В зоне особого внимания | (дублёр)                | Дублëр в сцене драки Волентира с бандитами, солдат в составе десанта при штурме ЗКП |
| 1979 | Взлёт                   | камео                   |                                                                                     |
| 1979 | Пираты XX века          | Матвеич, боцман         | (также постановщик трюков)                                                          |
| 1983 | Набат                   | командир группы захвата |                                                                                     |
| 1987 | Акция                   | офицер СС               |                                                                                     |
| 2005 | Отсидеть за каратэ      |                         | (документальный)                                                                    |